# Костёл Святого Войцеха (Львов)
Костёл Свято́го Во́йцеха — памятник польской истории и архитектуры во Львове (Украина). Находится на улице Довбуша (в прошлом — улица Святого Войцеха), на территории ландшафтного парка «Знесенье».
Костел был основан в 1607 году при детском холерном кладбище. Современное здание было выстроено в 1702 году вместе с интернатом для семинаристов. В начале австрийского правления костёл был закрыт, в здании разместился военный склад. С 1906 года и до прихода советской власти в нём иногда проводили богослужения.